# Луї Фін
Луї Фін (5 березня 1894 — 20 століття) — бельгійський вершник.
Олімпійський чемпіон 1920 року в командному вольтижуванні, бронзовий призер 1920 року в індивідуальному вольтижуванні.